# スーザン・ストレンジ

スーザン・ストレンジ（Susan Strange1923年6月9日 - 1998年10月25日）は、イギリスの国際政治学者、国際政治経済学者。国際政治経済学（international political economy, IPE）という学問分野の創始者のひとりとして、IPE研究の発展を牽引し、研究環境の充実にも力を尽くした。『エコノミスト』『オブザーバー』記者を経て、ロンドン・スクール・オブ・エコノミクス（LSE）教授、欧州大学院教授、ウォーリック大学教授を歴任。構造的権力と関係的権力の概念を提起した。

## 略歴
1923年6月9日、英ドーセット州に生まれる。1943年、LSEで経済学士号を取得。『エコノミスト』『オブザーバー』の各紙で経済記者として活躍するかたわら、6人の子を育てた。『オブザーバー』ではホワイトハウス特派員も務める。当時としてはもっとも若いホワイトハウス担当記者であった。
1949-64年、ユニヴァーシティ・カレッジ・ロンドンの国際関係論講師として初めて教壇に立つ。
1965-76年、チャタム・ハウス（旧王立国際問題研究所）常任研究員。国際政治学と国際経済学とが隔絶している現状を批判し、両者を総合的に捉える学問分野としての国際政治経済学（IPE）研究の必要性を説く論文"International Economics and International Relations: A Case of Mutual Neglect"を発表し、学界に大きな影響を与えた。
1976-78年、LSEジャーマン・マーシャル基金フェロー。
1978-88年、女性初のLSEモンタギュー・バートン国際関係論講座教授。イギリス初のIPE大学院をLSEに設立した。LSE在籍中に米ブルッキングス研究所、ミネソタ大学、カリフォルニア大学、コロンビア大学、ジョンズ・ホプキンス大学ボローニャ・センター高等国際関係大学院で客員教授を務める。『カジノ資本主義』（1986年）、『国家と市場』（1988年）はいずれもLSE時代に刊行された。
1989-93年、欧州大学院国際政治経済学教授。1991年刊行の共著書Rival States, Rival Firmsは、すぐれた経営学書に与えられるジョージ・R・テリー賞を受賞した。
1993年から1998年に没するまで、英ウォーリック大学国際関係学部長兼国際政治経済学教授。ウォーリック大学にIPE大学院プログラムを開設した。1993年には東京の青山学院大学へ客員講師として招聘。
英米両国の国際関係学会の重鎮でもあった。イギリス国際関係学会（BISA）の主たる創立メンバーのひとりであり、1995年には米国に本部をおく世界国際関係学会（ISA）の会長に就任した。

## 主張
1990年代前半から、グローバリゼーションの進展に伴って発生する問題への対処のために、ヨーロッパと日本を中心とする勢力形成を主張していた。中野剛志によれば、これは山下英次の「戒米同盟」構想に近いとされる。

## 著書

### 単著
- The Sterling Problem and the Six, (Chatham House, 1967).
- Sterling and British Policy: A Political Study of an International Currency in Decline, (Oxford University Press, 1971).
本山美彦・矢野修一・高英求・伊豆久・横山史生訳『国際通貨没落過程の政治学――ポンドとイギリスの政策』（三嶺書房, 1989年）
- Casino Capitalism, (Basil Blackwell, 1986).
小林襄治訳『カジノ資本主義――国際金融恐慌の政治経済学』（岩波書店, 1988年／岩波現代文庫, 2007年）
- States and Markets, (Pinter, 1988, 2nd ed., 1994).
西川潤・佐藤元彦訳『国際政治経済学入門――国家と市場』（東洋経済新報社, 1994年／ちくま学芸文庫, 2020年）
- The Retreat of the State: the Diffusion of Power in the World Economy, (Cambridge University Press, 1996).
櫻井公人訳『国家の退場――グローバル経済の新しい主役たち』（岩波書店, 1998年、新版・岩波人文書セレクション, 2011年）
- Mad Money: from the Author of Casino Capitalism, (Manchester University Press, 1998).
櫻井公人・櫻井純理・高嶋正晴訳『マッド・マネー――世紀末のカジノ資本主義』（岩波書店, 1999年／岩波現代文庫, 2009年）

### 共著
- Research on International Organization, with G. L. Goodwin, (Heinemann Educational Books Ltd., 1968).
- International Monetary Relations, with Christopher Prout, (Oxford University Press, 1976).
- Rival States, Rival Firms: Competition for World Market Shares, with John M. Stopford, (Cambridge University Press, 1991).

江夏健一監訳『ライバル国家,ライバル企業――世界市場競争の新展開』（文眞堂, 1996年）

### 編著
- Paths to International Political Economy, (Allen & Unwin, 1984).

町田実監訳『国際関係の透視図――国際政治経済学への道』（文眞堂, 1987年）

### 共編著
- The International Politics of Surplus Capacity: Competition for Market Shares in the World Recession, co-edited with Roger Tooze, (Allen & Unwin, 1981).